# انجماد تخمک

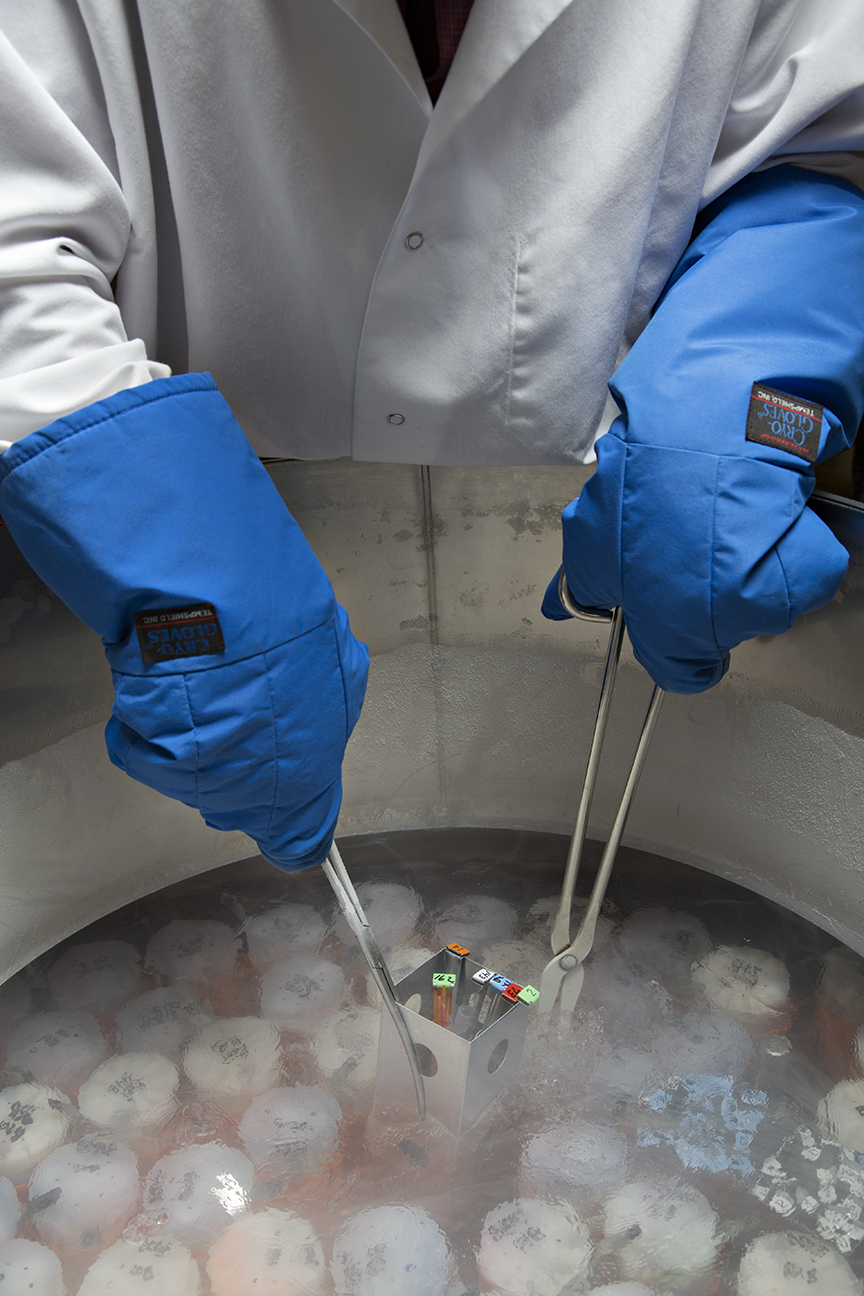
یک تصویر از cryopreservation از بانک ژنتیک در USDA

اووسیت کرایوپرزرواسیون (انگلیسی: Oocyte cryopreservation) که بیشتر به عنوان انجماد تخمک شناخته می‌شود، شامل جمع‌آوری تخمک‌ها، فریز یا منجمد کردن، و سپس بازگرداندن آنها به حالت اولیه برای استفاده در درمان ناباروری است. در سال‌های اخیر، نگهداری تخمک از یک فرایند ضروری پزشکی به یک درمان انتخابی تبدیل شده و اکنون زنان می‌توانند تخمک‌های خود را منجمد کنند تا در آینده فرصت بچه‌دار شدن داشته باشند . سایر روش هایی همچون تحریک تخمک گذاری، تخمک اهدایی (اهداء تخمک ) ، اهداء جنین، رحم اجاره ای ، IUI و IVF برای درمان نابروری و مشکلات مربوط به آن استفاده می شود.